# ملعب مراكش
ملعب مراكش (بالفرنسية: Stade de Marrakech) هو ملعب متعدد الاستخدامات في مدينة مراكش بالمغرب. تمت بداية بناء الملعب في عام 2003 وتم افتتاحه في يناير 2011. يبلغ عدد مقاعد الملعب 45،240 وهو رابع أكبر ملعب في المغرب.[بحاجة لمصدر]
استضاف كأس القارات لألعاب القوى 2014، وكأس العالم للأندية سنتي 2013 و 2014. وهو الملعب الرئيسي لنادي الكوكب المراكشي الممارس في قسم الهواة.

## التاريخ

### البناء
أُطلق الملعب في سبتمبر 2003، واستغرق بناء الملعب سبع سنوات وثلاثة أشهر. أُفتتح أخيرًا في 5 يناير 2011، بمبارتين وديتين شارك فيها فريقين مغربيين؛ الكوكب المراكشي والوداد الرياضي لمواجهة فريقين فرنسيين. أولمبيك ليون وباريس سان جيرمان.

### نقد
بعد أكثر من سبع سنوات من البناء، كشف سكان مراكش والمساهمون عن أول ملعب في العالم مستطيل الشكل مع مضمار للجري. النقد المتفرع من هذه القرارات البناءة هو أن المسافة بين مضمار الجري والمدرجات كبيرة جدًا. وهذا يعتبر خطأ يتحمله عمال البناء، ويؤدي تباين المساحة إلى قلة عدد الحضور الجماهيري في الملعب، الذين يتجنبون حضور المباريات بالملعب بسبب ضعف الرؤية.

## أهم الأحداث التي استضافها
- كأس العالم للأندية لكرة القدم 2013[5][6]
- بطولة أفريقيا لألعاب القوى 2014
- كأس القارات لألعاب القوى 2014
- كأس العالم للأندية لكرة القدم 2014[7][8]
- كأس أمم إفريقيا المحليين 2018

## معرض الصور

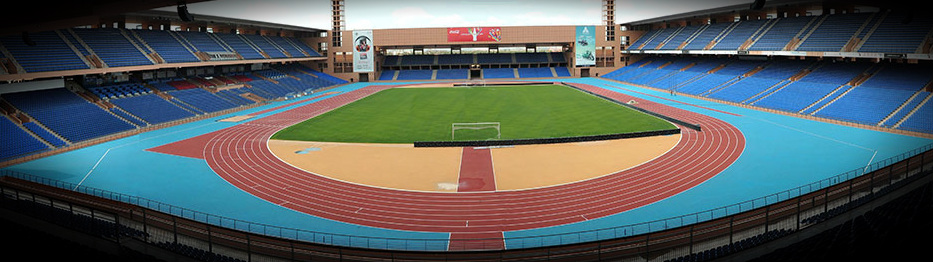
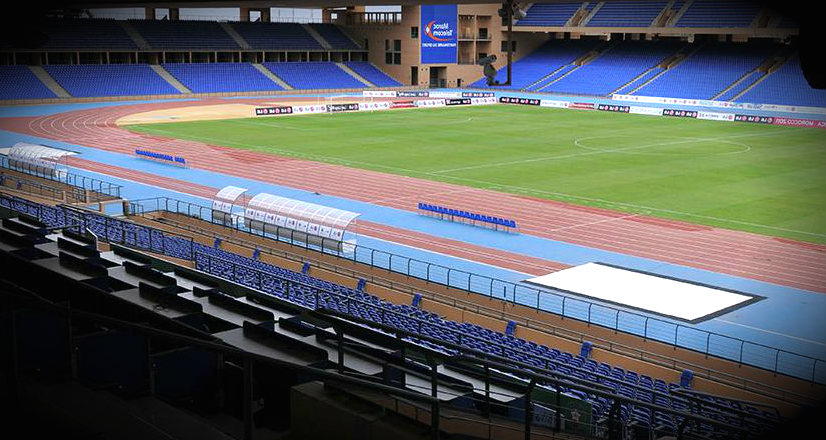
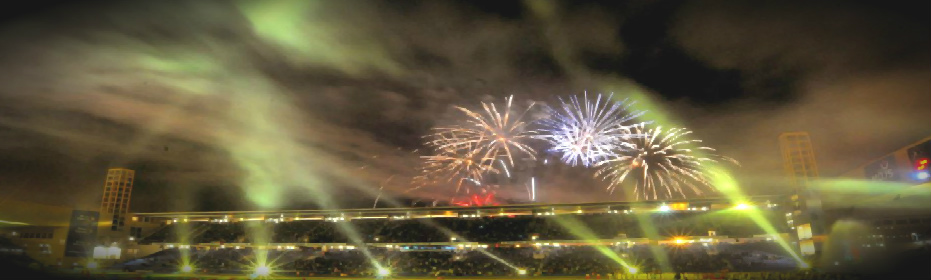